# Неф, Эрнст
Эрнст Неф (нем. Ernst Näf; род. 2 мая 1920 года в Штефе, Швейцария) — швейцарский профессиональный шоссейный и трековый велогонщик, выступавший с 1943 по 1947 год. Чемпион Швейцарии на шоссе и треке.

## Достижения
1943
2-й Чемпионат Швейцарии в групповой гонке
1944
1-й  Чемпионат Швейцарии в групповой гонке
1-й  Чемпионат Швейцарии в персьюте
1-й Чемпионат Цюриха
3-й Цюрих – Лозанна
1945
1-й  Чемпионат Швейцарии в персьюте
3-й Чемпионат Цюриха
1946
1-й Цюрих – Лозанна
2-й Тур дю Лак Леман
2-й Чемпионат Швейцарии в групповой гонке
8-й Тур Швейцарии